# Sandro Cortese
Alessandro "Sandro" Cortese (Ochsenhausen , Alemania, 6 de enero de 1990) es un expiloto de motociclismo alemán con padre de origen italiano.
El 21 de octubre de 2012 logra su primer título mundial y se proclamó campeón del mundo en la categoría de Moto3.

## Trayectoria

### Primeros años
Sandro Cortese comenzó corriendo desde los 9 años en minimotos, a los 12 años, Dirk Heidolf, ya se fijó en él llegando a ganar el campeonato alemán y europeo de minimotos. Después de competir en el campeonato alemán IDM en la clase de 125cc, terminando décimo.

### Campeonato del mundo de 125cc
En 2009  pasó al equipo de Aki Ajo, después de 4 años corriendo en 125cc y lograr un 8.º puesto en la general del 2008. Tras firmar por Ajo Interwetten lograría un 6.º y un 7.º lugar en 2009 y 2010, consiguiendo sus primeros podios en esta categoría. Después de irse del equipo y firmar por Intact-Racing Team Germany donde lograría sus 2 primeras victorias en la categoría y firmaría un 4.º puesto en la clasificación general, vuelve el año siguiente a Red Bull KTM Ajo donde conseguiría el título mundial de Moto3 tras vencer en 5 grandes premios, convirtiéndose en el primer campeón de la nueva categoría.
En 2013 decide ascender de categoría y probar en Moto2 firmando por Dynavolt Intact GP.

### Campeonato del mundo de Moto2
Cortese subió a la categoría Moto2 como campeón del mundo de Moto3 en 2013 con el equipo Dynavolt Intact GP. Siendo el único piloto del equipo. En 2014 consiguió su primer podio en la categoría Moto2 en el gran premio de la República Checa. Siguió con el mismo equipo hasta la temporada 2017.

### Campeonato del mundo de Supersport
Tras no obtener montura para la temporada 2018 de Moto2 Cortese firmó con el equipo Kallio Racing para participar en el campeonato de Supersport sobre una Yamaha YZF-R6 Ganando dos carreras en Aragón y Donington Park, consiguiendo 8 podios y obteniendo el campeonato del mundo 2018 en su primera temporada.

### Campeonato del mundo de Superbikes
Paso a correr en Superbikes en la temporada 2019 firmando con el equipo  GRT Yamaha, acabando en 12.ª posición al final del año. Al año siguiente pasó al equipo Pedercini, pasando de Yamaha a Kawasaki. Se cayó en la primera carrera de Portimao sufriendo múltiples heridas de las cuales se recuperó a los ocho meses. No participó el resto de la temporada y su plaza fue ocupada por Román Ramos, Valentin Debise y Loris Cresson.

### Retirada
Veinte meses después de su accidente en Portimao, anuncia su retirada en su cuenta de Instagram. Agradeciendo a los servicios de emergencia sus esfuerzos para salvarle de sufrir paraplejia pero reconociendo que su cuerpo no se recuperó completamente del accidente.

## Resultados

### Campeonato del Mundo de Motociclismo
Sistema de puntuación de 1993 hasta 2022:
| Posición | 1.º | 2.º | 3.º | 4.º | 5.º | 6.º | 7.º | 8.º | 9.º | 10.º | 11.º | 12.º | 13.º | 14.º | 15.º |
| Puntos   | 25  | 20  | 16  | 13  | 11  | 10  | 9   | 8   | 7   | 6    | 5    | 4    | 3    | 2    | 1    |

#### Por temporada
| Temp. | Cat.  | Equipo                     | Moto    | Modelo          | Carreras | Victorias | Podios | Poles | VR | Pts. | Pos  |
| ----- | ----- | -------------------------- | ------- | --------------- | -------- | --------- | ------ | ----- | -- | ---- | ---- |
| 2005  | 125cc | Kiefer-Bos-Castrol Honda   | Honda   | Honda RS125R    | 16       | 0         | 0      | 0     | 0  | 8    | 26.º |
| 2006  | 125cc | Elit – Caffè Latte         | Honda   | Honda RS125R    | 16       | 0         | 0      | 0     | 0  | 23   | 17.º |
| 2007  | 125cc | Emmi – Caffè Latte         | Aprilia | Aprilia RS 125  | 17       | 0         | 0      | 0     | 0  | 66   | 14.º |
| 2008  | 125cc | Emmi – Caffè Latte         | Aprilia | Aprilia RSA 125 | 17       | 0         | 0      | 0     | 1  | 141  | 8.º  |
| 2009  | 125cc | Ajo Interwetten            | Derbi   | Derbi RSA 125   | 16       | 0         | 3      | 1     | 2  | 130  | 6.º  |
| 2010  | 125cc | Avant Mitsubishi Ajo       | Derbi   | Derbi RS 125 R  | 17       | 0         | 2      | 1     | 2  | 143  | 7.º  |
| 2011  | 125cc | Intact-Racing Team Germany | Aprilia | Aprilia RSA 125 | 17       | 2         | 6      | 1     | 2  | 225  | 4.º  |
| 2012  | Moto3 | Red Bull KTM Ajo           | KTM     | KTM M32         | 17       | 5         | 15     | 7     | 4  | 325  | 1.º  |
| 2013  | Moto2 | Dynavolt Intact GP         | Kalex   | Kalex Moto2     | 17       | 0         | 0      | 0     | 0  | 22   | 19.º |
| 2014  | Moto2 | Dynavolt Intact GP         | Kalex   | Kalex Moto2     | 18       | 0         | 1      | 0     | 0  | 85   | 9.º  |
| 2015  | Moto2 | Dynavolt Intact GP         | Kalex   | Kalex Moto2     | 18       | 0         | 1      | 0     | 0  | 90   | 10.º |
| 2016  | Moto2 | Dynavolt Intact GP         | Kalex   | Kalex Moto2     | 17       | 0         | 1      | 0     | 0  | 61   | 15.º |
| 2017  | Moto2 | Dynavolt Intact GP         | Suter   | Suter MMX2      | 18       | 0         | 0      | 0     | 0  | 43   | 18.º |
| Total |       |                            |         |                 | 221      | 7         | 29     | 10    | 11 | 1361 |      |

#### Por Categoría
| Cat.  | Temp.     | 1.er Gran Premio | 1.er Podio           | 1.ª Victoria         | Carreras | Victorias | Podios | Poles | V.Ráp. | Pts. | CM |
| ----- | --------- | ---------------- | -------------------- | -------------------- | -------- | --------- | ------ | ----- | ------ | ---- | -- |
| 125cc | 2005–2011 | España 2005      | Catar 2009           | República Checa 2011 | 116      | 2         | 11     | 3     | 7      | 736  | 0  |
| Moto3 | 2012      | Catar 2012       | Catar 2012           | Portugal 2012        | 17       | 5         | 15     | 7     | 4      | 325  | 1  |
| Moto2 | 2013–2017 | Catar 2013       | República Checa 2014 |                      | 88       | 0         | 3      | 0     | 0      | 301  | 0  |
| Total | 2005–2017 |                  |                      |                      | 221      | 7         | 29     | 10    | 11     | 1361 | 1  |

#### Carreras Por año
(Carreras en negrita indica pole position, carreras en cursiva indica vuelta rápida)
| Año  | Categoría | Moto    | 1      | 2       | 3       | 4       | 5       | 6       | 7       | 8       | 9       | 10      | 11      | 12      | 13      | 14      | 15      | 16      | 17      | 18      | Pos. | Pts. |
| ---- | --------- | ------- | ------ | ------- | ------- | ------- | ------- | ------- | ------- | ------- | ------- | ------- | ------- | ------- | ------- | ------- | ------- | ------- | ------- | ------- | ---- | ---- |
| 2005 | 125cc     | Honda   | SPA 20 | POR 25  | CHN Ret | FRA 15  | ITA Ret | CAT 23  | NED 24  | GBR 15  | GER 14  | CZE 14  | JPN Ret | MAL 21  | QAT 17  | AUS 19  | TUR 14  | VAL Ret |         |         | 26.º | 8    |
| 2006 | 125cc     | Honda   | SPA 16 | QAT Ret | TUR 16  | CHN 17  | FRA 15  | ITA Ret | CAT 19  | NED 14  | GBR 14  | GER 13  | CZE 11  | MAL 17  | AUS 14  | JPN 14  | POR 10  | VAL 18  |         |         | 17.º | 23   |
| 2007 | 125cc     | Aprilia | QAT 17 | SPA 7   | TUR Ret | CHN 18  | FRA 7   | ITA 7   | CAT 11  | GBR 12  | NED 8   | GER 7   | CZE 10  | RSM 15  | POR Ret | JPN Ret | AUS 10  | MAL Ret | VAL Ret |         | 14.º | 66   |
| 2008 | 125cc     | Aprilia | QAT 11 | SPA 10  | POR 10  | CHN 16  | FRA 11  | ITA 8   | CAT 8   | GBR 9   | NED 4   | GER 6   | CZE 7   | RSM 7   | IND 5   | JPN 6   | AUS 6   | MAL 4   | VAL 5   |         | 8.º  | 141  |
| 2009 | 125cc     | Derbi   | QAT 3  | JPN 6   | SPA 6   | FRA 12  | ITA 10  | CAT 9   | NED Ret | GER 6   | GBR Ret | CZE 6   | IND 18  | RSM 5   | POR 2   | AUS 3   | MAL 6   | VAL 8   |         |         | 6.º  | 130  |
| 2010 | 125cc     | Derbi   | QAT 5  | SPA 11  | FRA 6   | ITA Ret | GBR 6   | NED 5   | CAT 4   | GER 3   | CZE 16  | IND 2   | RSM 5   | ARA 5   | JPN 12  | MAL 6   | AUS Ret | POR Ret | VAL 5   |         | 7.º  | 143  |
| 2011 | 125cc     | Aprilia | QAT 2  | SPA 6   | POR 2   | FRA 7   | CAT 4   | GBR 7   | NED 4   | ITA 12  | GER 8   | CZE 1   | IND 3   | RSM 4   | ARA 7   | JPN 5   | AUS 1   | MAL 2   | VAL Ret |         | 4.º  | 225  |
| 2012 | Moto3     | KTM     | QAT 3  | SPA 3   | POR 1   | FRA 6   | CAT 2   | GBR 3   | NED 2   | GER 1   | ITA 3   | IND 2   | CZE 3   | RSM 1   | ARA 2   | JPN 6   | MAL 1   | AUS 1   | VAL 2   |         | 1.º  | 325  |
| 2013 | Moto2     | Kalex   | QAT 17 | AME 25  | SPA 18  | FRA 12  | ITA 14  | CAT Ret | NED 14  | GER 14  | IND 16  | CZE Ret | GBR 20  | RSM Ret | ARA 10  | MAL Ret | AUS 11  | JPN 15  | VAL 16  |         | 19.º | 22   |
| 2014 | Moto2     | Kalex   | QAT 7  | AME 14  | ARG 9   | SPA 9   | FRA 12  | ITA 13  | CAT Ret | NED Ret | GER Ret | IND 6   | CZE 3   | GBR 18  | RSM 12  | ARA 12  | JPN Ret | AUS 6   | MAL 7   | VAL Ret | 9.º  | 85   |
| 2015 | Moto2     | Kalex   | QAT 7  | AME 14  | ARG 7   | SPA Ret | FRA 14  | ITA 8   | CAT Ret | NED 17  | GER 11  | IND Ret | CZE 8   | GBR 8   | RSM 8   | ARA 13  | JPN 3   | AUS Ret | MAL 7   | VAL 13  | 11.º | 90   |
| 2016 | Moto2     | Kalex   | QAT 15 | ARG Ret | AME 12  | SPA Ret | FRA DNS | ITA 11  | CAT Ret | NED 12  | GER 15  | AUT 11  | CZE 23  | GBR 12  | RSM 9   | ARA 13  | JPN 5   | AUS 3   | MAL 17  | VAL Ret | 15.º | 61   |
| 2017 | Moto2     | Suter   | QAT 22 | ARG 8   | AME 23  | SPA Ret | FRA 14  | ITA 19  | CAT Ret | NED Ret | GER 8   | CZE Ret | AUT Ret | GBR Ret | RSM 5   | ARA 9   | JPN Ret | AUS 9   | MAL Ret | VAL Ret | 18.º | 43   |

### Campeonato Mundial de Supersport

#### Por temporada
| Temp. | Moto   | Modelo        | Equipo        | N.º   | Carreras | Victorias | Podios | Poles | V.Ráp. | Pts. | Pos. |
| ----- | ------ | ------------- | ------------- | ----- | -------- | --------- | ------ | ----- | ------ | ---- | ---- |
| 2018  | Yamaha | Yamaha YZF-R6 | Kallio Racing | 11    | 12       | 2         | 8      | 3     | 7      | 208  | 1.º  |
| Total | Total  | Total         | Total         | Total | 12       | 2         | 8      | 3     | 7      | 208  |      |

#### Carreras por año
(Carreras en negrita indica pole position, carreras en cursiva indica vuelta rápida)
| Año  | Equipo | 1     | 2     | 3     | 4     | 5     | 6     | 7     | 8     | 9     | 10    | 11    | 12    | Pos. | Pts. |
| ---- | ------ | ----- | ----- | ----- | ----- | ----- | ----- | ----- | ----- | ----- | ----- | ----- | ----- | ---- | ---- |
| 2018 | Yamaha | AUS 3 | THA 4 | SPA 1 | NED 5 | ITA 4 | GBR 1 | CZE 2 | MIS 3 | POR 6 | FRA 2 | ARG 2 | QAT 2 | 1.º  | 208  |

### Campeonato Mundial de Superbikes

#### Por temporada
| Temp. | Motocicleta            | Equipo              | Carreras | Victorias | Podios | Poles | V.Rap. | Pts. | Pos  |
| ----- | ---------------------- | ------------------- | -------- | --------- | ------ | ----- | ------ | ---- | ---- |
| 2019  | Yamaha YZF-R1          | GRT Yamaha WorldSBK | 36       | 0         | 0      | 0     | 0      | 134  | 12.º |
| 2020  | Kawasaki Ninja ZX-10RR | Outdo Kawasaki TPR  | 3        | 0         | 0      | 0     | 0      | 10   | 12.º |
| Total |                        |                     | 39       | 0         | 0      | 0     | 0      | 144  |      |

#### Carreras por año
(Carreras en negrita indica pole position, carreras en cursiva indica vuelta rápida)
| Año  | Marca    | 1      | 1      | 1     | 2     | 2     | 2     | 3     | 3     | 3      | 4      | 4     | 4      | 5       | 5      | 5     | 6     | 6     | 6     | 7     | 7       | 7      | 8       | 8       | 8      | 9      | 9      | 9      | 10    | 10    | 10     | 11     | 11     | 11      | 12      | 12    | 12     | 13      | 13    | 13     | Pos. | Pts. |
| Año  | Marca    | R1     | CS     | R2    | R1    | CS    | R2    | R1    | CS    | R2     | R1     | CS    | R2     | R1      | CS     | R2    | R1    | CS    | R2    | R1    | CS      | R2     | R1      | CS      | R2     | R1     | CS     | R2     | R1    | CS    | R2     | R1     | CS     | R2      | R1      | CS    | R2     | R1      | CS    | R2     | Pos. | Pts. |
| ---- | -------- | ------ | ------ | ----- | ----- | ----- | ----- | ----- | ----- | ------ | ------ | ----- | ------ | ------- | ------ | ----- | ----- | ----- | ----- | ----- | ------- | ------ | ------- | ------- | ------ | ------ | ------ | ------ | ----- | ----- | ------ | ------ | ------ | ------- | ------- | ----- | ------ | ------- | ----- | ------ | ---- | ---- |
| 2019 | Yamaha   | AUS 8  | AUS 7  | AUS 8 | THA 7 | THA 7 | THA 7 | SPA 7 | SPA 9 | SPA 10 | NED 13 | NED C | NED 11 | ITA Ret | ITA 13 | ITA C | SPA 8 | SPA 9 | SPA 6 | ITA 7 | ITA Ret | ITA 15 | GBR Ret | GBR Ret | GBR 13 | USA 14 | USA 11 | USA 14 | POR 8 | POR 8 | POR 10 | FRA 10 | FRA 11 | FRA Ret | ARG DNS | ARG 7 | ARG 15 | QAT Ret | QAT 8 | QAT 10 | 12.º | 134  |
| 2020 | Kawasaki | AUS 13 | AUS 11 | AUS 9 | SPA   | SPA   | SPA   | POR   | POR   | POR    | SPA    | SPA   | SPA    | SPA     | SPA    | SPA   | SPA   | SPA   | SPA   | FRA   | FRA     | FRA    | ARG     | ARG     | ARG    | ITA    | ITA    | ITA    |       |       |        |        |        |         |         |       |        |         |       |        | 19.º | 10   |